# Silvio Marić
Silvio Marić (Zagreb, 20. ožujka 1975.), hrvatski bivši nogometaš koji je igrao kao ofenzivni vezni odnosno polušpica.
Bio je igrač Newcastle Uniteda, Porta i Panathinaikosa. Rodio se u Zagrebu. Marić je započeo svoju profesionalnu karijeru u zagrebačkom Dinamu 1992. godine. Jeseni 1998. godine je odigrao svih šest Dinamovih utakmica u skupini Lige prvaka. Početkom 1999. prešao je u Newcastle United. U Premier ligi je prvi put zaigrao za Newcastle United 10. ožujka 1999. protiv Nottingham Foresta. Tadašnji trener Newcastlea bio je poznati nizozemski nogometaš Ruud Gullit, a Marić je dobio dres s brojem 10. Bio je prvi Hrvat koji je nastupio u završnici FA Kupa. Nakon 23 nastupa bez gola (samo jedna asistencija u prvoj sezoni, u pobjedi 4:3 dodao je za 2:3 Temuriju Ketsbaiau u gostima kod Derby County-a), promijenio je sredinu i otišao je u portugalski Porto. Nakon što je odigrao jednu sezonu za Porto, gdje se također nije nametnuo u prvoj postavi (samo 11 nastupa, (422 minute i 2 gola), vratio se u zagrebački Dinamo, gdje je ostao do 2003. godine. Potom je otišao igrati u grčki Panathinaikos. Ondje je igrao do 2005. godine, upisavši 9 nastupa u Ligi prvaka. 2005. se godine opet vratio u matični Dinamo, gdje je igrao samo kao zamjena, a već iduće 2006. se godine umirovio.

Prije odlaska u Newcastle uz Daria Šimića bio je najpopularniji igrač Dinama, a budući da je kasno položio vozački kao prvotimac Dinama na treninge je dolazio tramvajem.
Zajedno sa Dariem Šimićem, Igorom Bišćanom i Tomom Šokotom pokretač je inicijative Za naš Dinamo čiji je cilj bio spasiti Dinamo od osuđenih zločinaca Zdravka i Zorana Mamića.

## Priznanja

### Individualna
- Državna nagrada za šport „Franjo Bučar”: 1998.

### Klupska
Croatia Zagreb/Dinamo Zagreb
- 1. HNL: 1995./96., 1996./97., 1997./98., 1998./99., 2002./03., 2005./06.
- Hrvatski nogometni kup: 1995./96., 1996./97., 1997./98., 2001./02.
- Hrvatski nogometni superkup: 2002.

Porto
- Taça da Liga: 2000./01.

Panathinaikos
- Grčka Superliga: 2003./04.
- Grčki nogometni kup: 2003./04.

### Reprezentativna
Hrvatska
- Svjetsko prvenstvo (3. mjesto): 1998.